# San Miguel del Centro
San Miguel del Centro är ett samhälle i kommunen San José del Rincón i delstaten Mexiko i Mexiko. Samhället hade 1 256 invånare vid folkräkningen 2020.